# Iosif (Makedonov)
Iosif (světským jménem: Nikolaj Viktorovič Makedonov; * 11. září 1964, Rjazaň) je ruský duchovní Ruské pravoslavné církve, arcibiskup a metropolita ivanovo-vozněsenský a vičugský.

## Život
Narodil se 11. září 1964 v Rjazani. Byl synovcem archimandrity Avela (Makedonova).
Roku 1979 nastoupil na Rjazaňskou technickou školu elektroniky a roku 1983 na Vyšší vojenskou velitelskou školu spojů v Rjazani.
V letech 1987–1990 sloužil v Běloruském vojenském okruhu. V srpnu 1990 byl převeden na Vyšší velitelskou školu v Rjazani jako velitel výcvikové čety.
V červenci 1991 byl na vlastní žádost propuštěn z vojenské služby v hodnosti nadporučíka.
Vstoupil do Poščupovského monastýru rjazaňské eparchie, kde byl 16. července 1991 postřižen na rjasofora a 1. srpna na monacha se jménem Iosif na počest svatého Josefa.
Dne 28. července 1991 byl rukopoložen na hierodiakona a 28. srpna na jeromonacha.
Dne 20. února 1992 se stal blagočinným Poščupovského monastýru a 23. února byl povýšen na igumena.
Dne 1. září 1993 byl ustanoven asistentem představeného.
V květnu 1994 dokončil Rjazaňské duchovní učiliště a nastoupil na Moskevský duchovní seminář.
Dne 26. září 1994 byl jmenován blagočinným monastýrů rjazaňské eparchie.
V červnu 1998 dokončil studium semináře a pokračoval ve studiu na Moskevské duchovní akademii.
Dne 17. července 1998 jej Svatý synod zvolil biskupem šackým a vikářem rjazaňské eparchie. Dne 18. srpna byl povýšen na archimandritu a 7. září 1998 byl oficiálně jmenován biskupem. O den později proběhla v Sretěnském monastýru v Moskvě jeho biskupská chirotonie. Světiteli byli patriarcha moskevský Alexij II., metropolita krutický a kolomenský Juvenalij (Pojarkov), metropolita volokolamský a jurjevský Pitirim (Něčajev), metropolita voroněžský a lipecký Mefodij (Němcov), metropolita rjazaňský a kasimovský Simon (Novikov), metropolita solněčnogorský Sergij (Fomin), arcibiskup istrijský Arsenij (Jepifanov), biskup bronnický Tichon (Jemeljanov), biskup orechovo-zujevský Alexij (Frolov) a biskup krasnogorský Sava (Volkov).
Dne 25. března 2004 byl jmenován představeným Poščupovského monastýru.
Dne 19. července 2006 jej Svatý synod ustanovil biskupem ivanovo-vozněsenským a kiněšemským.
Dne 28. prosince 2011 byl potvrzen ve funkci představeného Nikolo-Šartomského monastýru.
Dne 7. července 2012 byl jmenován hlavou nové ivanovské metropole.
Dne 18. července 2012 byl povýšen na metropolitu.
Dne 4. října 2012 byl osvobozen od funkce představeného Nikolo-Šartomského monastýru.
Dne 29. července 2017 se stal rektorem Ivanovo-Vozněsenského duchovního semináře.